# Chauker

Germanska folk i Kontinentaleuropa, ca 50 e.Kr.

Chauker (lat. chauci) var en forngermansk folkstam vid Nordsjön, mellan Ems och Elbe, som tillhörde den ingaevonska folkgruppen, tillsammans med bl.a. friserna.
Tacitus betecknar dem - möjligen på grund av deras namn, som betyder de "upphöjde" - såsom det ädlaste bland de germanska folken och säger, att de helst ville grunda sin storhet på rättrådighet. De utmanade ej till krig, utan levde fredligt och avhöll sig från rov och plundring. Deras makt sträckte sig ända ner till chatternas land. Plinius d.ä. hade sett hur de bodde på terper i trädlöst område som två gånger dagligen översvämmades av havet, där de eldade med torv. Från tiden omkring 200 anföll de emellertid det romerska området i nordvästra Belgien, men slogs tillbaka, bl.a. av Julianus Apostata under dennes befäl i Gallien omkring 358. Stammens större del, som bodde öster om Weser (chauci majores), hade vid denna tid anslutit sig till saxarnas stam, i vilken den slutligen helt och hållet uppgick, och de saxare, som efter 450 intog Britannien, anses till stor del ha varit chauker. De väster om Weser boende chaukerna (chauci minores) uppgick däremot i frisernas stam, och sålunda försvann chaukernas namn ur historien.

## Fotnoter
1. ↑  Plinius den äldre. ”Germania”. Naturalis Historia IV. http://www.perseus.tufts.edu/cgi-bin/ptext?lookup=Plin.+Nat.+4.28.
2. ↑  Cornelius Tacitus. ”Germania XXXV”. Arkiverad från originalet den 2 september 2007. https://web.archive.org/web/20070902232711/http://cornelius.tacitus.nu/germania/35.htm.
3. ↑  Plinius den äldre. ”Countries that have no trees.”. Naturalis Historia XVI. http://www.perseus.tufts.edu/cgi-bin/ptext?lookup=Plin.+Nat.+16.1.